# Risoul
Risoul er en kommune i Hautes-Alpes departement i det sydøstlige Frankrig. Desuden er det et skisportsted i de sydfranske alper.